# Martin Rota-Kolunić
Martin Rota-Kolunić (Šibenik, oko 1532. – Prag, 1583.), bio je hrvatski bakrorezac, grafičar i kartograf.

## Djelovanje
Prva znanja o graviranju stekao je vjerojatno u Šibeniku kod poznatog zlatara Horacija Fortezze. Bakrorezačku vještinu izučio je u Italiji kod Marcantonija Raimondija. Djelovao je u Veneciji, Firenci i Rimu, a uzor su mu bili Albrecht Dürer i starorimski grafičari. Od 1565. do 1572. godine boravio je u Veneciji, gdje je u bakrorezu izrađivao grafike prema predlošcima poznatih slikara, te stvarao samostalna grafička djela. Venecijanski izdavači su mu bili Giovanni F. Camocio, Nicolo Nelli, Luca i Fernando Bertelli, Paolo Forlani, Francesco Valegio, Stefano Scolari i dr. 
Za boravka u Veneciji (u međudobi je 1569./1570. radio i u Rimu) izradio je vedute gradova: Alžira, Modona, Pariza, Venecije i Napulja objavljene u djelu Francesca Valegija Racolta di le piu illustri et famose citta di tutto il mondo koje je tiskano u Veneciji oko 1572. godine. Godine 1570. bio je u Šibeniku, te izradio nekoliko karata dalmatinskih krajeva, ali možda je bio izbor narudžbe da bi prikupio što više podataka. Karta zadarskog i šibenskog područja Il Vero Ritratto di Zara Et Di Sebenico Co(n) Diligenza Ridotte in Qvesta Forma A Commodita De Lettori Si Come Elle Si Ritrovano Al Presente Del Anno MDLXX Da Martino Rota Sebenzan. Illvstri Ac Reverendisimo Dontino Marco Lauredano Episcopo Enonien(si) D., tiskana 1570. godine, na žalost u izvorniku nije sačuvana u hrvatskim zbirkama. Možda je Roti poslužila Forlanijeva karta, ali ju je vješto i zorno doradio te sadržajno nadopunio, pa je ujedno i povijesna i topografska karta. Karta odražava na neki način teško ratno stanje u Dalmaciji. Izradio je i nekoliko vrlo lijepih grafičkih prikaza Lepantske bitke 1571. godine. Kartu u bakropisu područja od Trogira do Omiša, predočenu u perspektivi, bez naslova i potpisa autora, koju su na temelju likovne analize znalci uvijek pripisivali Roti, ne posjeduju hrvatske zbirke. U Muzeju grada Šibenika čuva se nedavno nabavljena bakropisna karta šibenskog područja pod naslovom Sito Particolare Del Contado Di Sebenico parte di Dalmatia in Sebenico MDLXX. Izdavač je vjerojatno bio Paolo Forlani, a autor Rota prema mišljenju Roberta Almagije, Milana Pelca te Tomislava Pavičića i Željka Krnčevića. Naznaka in Sebenico dokazuje da je bakropisnu ploču radio tijekom boravka u rodnom gradu, a karta je tiskana u Veneciji. 
Veduta Šibenika u bakropisu, najljepša i najvjernija sačuvana veduta nekog hrvatskoga grada iz 16. stoljeća s naslovom Il Fidellissimo Sibenico, bez potpisa autora pripisuje se Roti. Grafički list se čuva u Muzeju grada Šibenika i u Arheološkom muzeju u Splitu, a nije rijetka ni u drugim svjetskim zbirkama. Uvrštena je i u izolar Civitatum aliquot insigniorum... Donata Berttelija iz 1574. godine. Ta je veduta poslužila kao predložak za slične vedute Šibenika u nekoliko izolara. U izolaru Isole famose, porti, fortezze,... Giovannija Francesca Camocija iz 1572. godine i izolaru Civitatum aliquot insigniorum... Donata Berttelija iz 1574. godine nalazi se identičan otisak bakroreza napada Mlečana na turski grad Modon s potpisom Martinus Rota Sibenicensis faciebat. 
Od kraja 1572. godine boravio je u Beču kao dvorski portretist i kipar, prvo Maksimiljana II., a potom njegova nasljednika Rudofa II. Poznato je oko 150 njegovih radova. Mnogi su u zbirci Albertini u Beču. Potpisivao se na nekoliko načina, najčešće uz dodatak naznake svoga podrijetla Sibenicenses, Sebensan i sl. 
Stekao je ugled graviranjem u bakru i čeliku djela slavnih suvremenika: Albrecht Dürera, Michelangela, Tiziana i Klovića. Radio je i izvorne bakroreze s mitološkim, religioznim i alegorijskim sadržajima.

## Djela
- Il vero Ritratto di Zara et di Sebenico …, bakrorez, 35×62 cm (35,5×63,3 cm). Venecija 1570.
- Sito Particolare Del Contado Di Sebenico parte di Dalmatia in Sebenico MDLXX, 29×42,5 cm. Venecija 1570.
- Karta splitskog područja (Karta područja od Omiša do Trogira), 43,5×30,9 cm.
- Il Fidellissimo Sibenico, 15×19,5 cm.

## Vanjske poveznice
- Kolunić Rota, Martin, Milan Pelc (2009.), hbl.lzmk.hr
- Kolunić Rota, Martin Hrvatska tehnička enciklopedija, portal hrvatske tehničke baštine. LZMK